# Joseph-Hans Kühn
Joseph-Hans Kühn (* 27. Mai 1911 in Landstuhl; † 11. Februar 1994 in Neustadt an der Weinstraße) war ein deutscher Klassischer Philologe.

## Leben
Nach dem Besuch des Progymnasiums in Frankenthal (Pfalz) und des Humanistischen Gymnasiums in Ludwigshafen am Rhein studierte Kühn ab 1931 Klassische Philologie, Germanistik, Geschichte und Archäologie an den Universitäten zu Heidelberg und Würzburg. Die Lehramtsprüfung in den Fächern Latein, Griechisch, Deutsch und Geschichte bestand er 1935 und 1936. Anschließend absolvierte er sein Referendariat am Gymnasium in Neustadt an der Weinstraße, arbeitete als Assessor in Schondorf am Ammersee und in Landau. 1937 erhielt er einen Lehrauftrag an der Universität Würzburg, wo er 1939 Assistent von Josef Martin wurde. Bei diesem wurde Kühn 1940 mit einer Dissertation über entwicklungsgeschichtliche Vorstellungen der griechischen Antike zum Dr. phil. promoviert. Im selben Jahr wurde Kühn, der nebenbei am Alten Gymnasium in Würzburg unterrichtet hatte, zum Kriegsdienst eingezogen.
Nach dem Ende des Zweiten Weltkriegs kehrte Kühn 1945 als Studienassessor und wissenschaftlicher Assistent am Seminar für Klassische Philologie (Lehrgang für Latein und Griechisch) unt Josef Martin und Friedrich Pfister an die Universität Würzburg zurück und arbeitete an seiner Habilitationsschrift, mit der er sich 1950 habilitierte. Die Schrift erschien 1956 unter dem Titel System- und Methodenprobleme im Corpus Hippocraticum. 1962 wurde Kühn auf eine neu geschaffene außerordentliche Professur an der Universität Hamburg berufen. Hier wurde er im gleichen Jahr Redaktor des Index Hippocraticus am Thesaurus Linguae Graecae. Kühn widmete sich acht Jahre lang hauptsächlich dieser Tätigkeit, bis er 1970 von ihr zurücktrat und zum ordentlichen Professor ernannt wurde. 1975 ließ er sich vorzeitig in den Ruhestand versetzen und zog nach Waldkirch im Breisgau, später nach Neustadt an der Weinstraße, wo er im Alter von 82 Jahren verstarb.
Kühns Forschungsschwerpunkt war neben der griechischen Philosophie- und Medizingeschichte die Dichtung Hesiods, Theokrits und des Properz. Seine Lehrveranstaltungen konzentrierten sich auf die griechischen Prosaiker von Platon bis Epiktet, wobei das Hauptaugenmerk auf Demosthenes, Xenophon und Marc Aurel lag. Im Ruhestand widmete sich Kühn vor allem der Arbeit an seinen letzten Monografien zu Theokrit (1978) und den hippokratischen Aphorismen (1981) und der sehr aufwändigen Fahnenkorrektur des Index Hippocraticus.